# Andalouse (chanson)
Pour l’article homonyme, voir Andalouse.
Singles de Kendji Girac
Color Gitano
(2014) Elle m'a aimé
(2014)
Andalouse est une chanson du chanteur français Kendji Girac parue sur son premier album Kendji. Elle est écrite par Rachid Mir, Christian Dessart et Nazim Khaled, étant produit par The Bionix. Elle est sortie le 18 août 2014 comme deuxième single de l'album.
Le 29 novembre, le titre atteint la quatrième place dans les hits parades en France, où il figure depuis 17 semaines et a atteint la cinquième place en Belgique.

## Thème des paroles
L'amour, la jalousie, le destin (Ils[Qui ?] se croisent une nouvelle fois après la soirée en boîte).

## Clip vidéo
Le clip de Andalouse est publié sur YouTube le 25 septembre 2014 et dépasse le cap des 100 millions de vues sur la plateforme Vevo et YouTube.
Kendji est en boîte de nuit avec des amis, dans cette partie on entend son single précédent Color Gitano suivi de Andalouse. Lorsque son regard finit par croiser celui d'une jeune femme, ils ont dès lors du mal à se quitter des yeux. À cause d'une amie qui essaye d'avoir l'attention de Kendji, la demoiselle dont il est amoureux est jalouse. Elle préfère s'en aller laissant par la même occasion ses amies. Le lendemain, Kendji la retrouve en tant que danseuse lorsqu'il est sur le plateau pour son nouveau clip en présence d'autres danseurs. Ils s'échangent des regards intenses. La danseuse au départ se montre distante car elle s'interroge sur lui puis elle se rapproche de lui petit à petit. Ils abordent finalement de nouveau un sourire complice.
On retrouve plusieurs chorégraphies, notamment une dans laquelle les danseuses allongées au sol forment une étoile avec Kendji au centre, ainsi que des effets visuels, par exemple lorsque les danseurs se mettent derrière lui en bougeant leur bras (ce qui fait que Kendji rappelle Shiva).

## Classements et certifications
| Classement (2014-15)                    | Meilleure position |
| --------------------------------------- | ------------------ |
| Belgique (Flandre Ultratip 100)         | 14                 |
| Belgique (Wallonie Ultratop 50 Singles) | 3                  |
| Belgique (Wallonie Ultratop 50 Airplay) | 1                  |
| France (SNEP)                           | 3                  |
| Grèce (Billboard Digital Songs)         | 3                  |
| Pologne (ZPAV)                          | 10                 |
| Suisse (Schweizer Hitparade)            | 53                 |
| Suisse (Charts Romandie)                | 9                  |

| Classement (2014) | Position |
| ----------------- | -------- |
| France (SNEP)     | 37       |

| Classement (2015)            | Position |
| ---------------------------- | -------- |
| Belgique (Wallonie Ultratop) | 12       |
| France (SNEP)                | 29       |
| Pologne (ZPAV)               | 32       |

### Certifications
| Pays | Certification | Ventes certifiées |
| --- | ------------- | ----------------- |
| Belgique (BEA)                                                                                            | Or            | 20 000*           |
| France (SNEP)                                                                                             | Or            | 75 000‡           |
| *Ventes selon la certification xNon précisé par la certification ‡ventes/streaming selon la certification |               |                   |

## Autres langues
La chanson est reprise en 2015 en version roumaine par la chanteuse roumaine Denisa sous le nom de "Zece motive aș vrea" signifiant en français "Je voudrais dix raisons".
Un an plus tard, en 2016, la chanson est reprise par la chanteuse serbe Sanja Đorđević sous le nom de "Zvone Zidovi" signifiant "Le bruit des murs".